# A New Hat for Nothing
A New Hat for Nothing è un cortometraggio muto del 1910 diretto da Lewin Fitzhamon e interpretato da Alma Taylor.

## Produzione
Il film fu prodotto dalla Hepworth.

## Distribuzione
Distribuito dalla Hepworth, il film - un cortometraggio 106,68 metri - uscì nelle sale cinematografiche britanniche nel giugno 1910. L'American Kinograph Company lo presentò negli Stati Uniti. Nelle proiezioni, veniva programmato con il sistema dello split reel, accorpato in un'unica bobina con un altro cortometraggio britannico, il drammatico From Gipsy Hands.
Si conoscono pochi dati del film che, prodotto dalla Hepworth, fu distrutto nel 1924 dallo stesso produttore, Cecil M. Hepworth. Fallito, in gravissime difficoltà finanziarie, il produttore pensò in questo modo di poter almeno recuperare il nitrato d'argento della pellicola.